# Alma Cogan
Alma Cogan, egentligen Alma Angela Cohen Cogan, född 19 maj 1932 i Whitechapel, East London, död 26 oktober 1966 i London, var en brittisk sångerska.

## Biografi
Cogan började som vokalist i en orkester redan som femtonåring och uppträdde sedan i olika varietéer innan hon kom till London, där hon var med i kören i musikalen High Button Shoes. 1952 blev Alma Cogan känd som vokalist och tillhörde Englands största skivartister 1955–1960.
Till Cogans största internationella framgångar hörde låtar som "Tell Him" (1963), "Tennessee Waltz" (1964) och "The Birds And The Bees" (1965). I sitt hemland England var hon dock som mest populär i slutet av 1950-talet och i början av 60-talet. Ovan nämnda titlar blev aldrig några framgångar i Storbritannien, men desto större framgångar i Sverige och Danmark. 
I England är Cogan känd för låtar som "Willie Can", "Why Do Fools Fall in Love", "Sugartime", "Just Couldn't Resist Her With Her Pocket Transistor" och låten "Dreamboat" som blev listetta 1955. Trots uteblivna listframgångar som skivartist i England under 1960-talet var Cogan fortfarande en populär scenartist i sitt hemland med både egna framträdanden och som musikalartist i musikalen Oliver.
Alma Cogan hade också en repertoar som balladsångerska och var en populär scenartist. Det har givits ut flera cd-boxar med hennes repertoar. Cogans balladrepertoar spelas ofta i radio på BBC:s kanal 2, främst i programmet David Jacobs Collection.
Trots svår sjukdom uppträdde Cogan in i det sista. Under en turné i Sverige 1966 svimmade hon och avbröt en PR-turné för skivan "Hello Baby" som spelats in exklusivt för Sverige. Cogan fördes hem och hamnade på sjukhus i London. Hon hade då varit sjuk under en längre tid. 
Alma Cogan avled av äggstockscancer på Middlesex Hospital i London 34 år gammal.